# Р-21
Р-21 (Індекс ГРАУ ВМФ: 4К55, за класифікацією МО США та НАТО: SS-N-5 «Serb») — радянська одноступінчаста рідинна балістична ракета підводних човнів, яка у складі ракетного комплексу Д-4 перебувала на озброєнні підводних човнів проєкту 629А (дизель-електричних) та 658М (атомних) ВМФ СРСР. Розробку розпочато у ОКБ-586 Янгеля М. К. та продовжено у СКБ-385 (Макеєв В. П.).
Ракетний комплекс Д-4 з ракетою Р-21 прийнято на озброєння ЗС СРСР постановою Ради Міністрів СРСР від 15 травня 1963 року. Це була перша радянська балістична ракета з підводним стартом, спроможна стартувати за хвилювання моря до п'яти балів, при швидкості ходу човна до чотирьох вузлів на глибині 40—50 м. Комплексом із трьома пусковими установками озброїли 14 підводних човнів проєкту 629А та 7 ракетоносців проєкту 658М. Останні пуски ракет Р-21 зроблено в 1982, а в 1989 комплекс Д-4 зняли з озброєння. За час експлуатації виконано 228 запусків ракет Р-21, з них 193 успішні.
Ракета Р-21 комплексу Д-4 за своїм технічним рівнем була значним кроком уперед порівняно зі своєю попередницею — Р-13. На ній вперше в СРСР відпрацьовано підводний старт, що значно підвищило бойову стійкість ракетоносців.

## Історія
20 березня 1958 року ухвалено рішення про початок робіт з розроблення балістичної ракети Р-21 — історично першої радянської БРПЧ із підводним стартом. Розробку доручили ОКБ-586 під керівництвом головного конструктора М. К. Янгеля, в якому на той момент вже велися роботи зі створення ракети для підводних човнів Р-15 з надводним стартом, балістичної ракети середньої дальності Р-14 та міжконтинентальної балістичної ракети Р-16. 3 грудня 1958 року вийшла постанова Ради міністрів СРСР про припинення в ОКБ-586 робіт з розроблення проєкту ракети Р-15, а натомість йому доручалася розробка ракети з підводним стартом Р-21.
29 березня 1958 року здійснено перший пуск макета С4.5 з підводного човна з глибини 30 метрів при швидкості 3,5 вузла і хвилюванні моря 2 бали. Перший успішний підводний старт балістичної ракети С4.7 відбувся 10 вересня 1960 року, через 40 днів після першого підводного пуску американської ракети «Поларіс» 20 липня 1960 року.
Перший пуск балістичної ракети з підводного човна К-142 виконано 24 лютого 1962 року.
На відміну від американських ракет із твердопаливними ракетними двигунами, Р-21, як і решта радянських ракет оснащувалися рідинними ракетними двигунами. Попри складнішу конструкцію ЖРД, технічна надійність радянських ракет була порівнянна з надійністю американських, а потужність термоядерної бойової частини була більшою. Ракета Р-21 стала етапною, і випробувані на ній технічні рішення дозволили розпочати створення ракетних комплексів з ракетами Р-27 та Р-29. У процесі експлуатації ракетоносців з ракетами Р-21 було отримано досвід бойових патрулювань, що дозволив пізніше створити високоефективну морську компоненту стратегічних сил і, зрештою, забезпечити ядерний паритет із США.